# Vidovići (Chorwacja)
Vidovići – wieś w Chorwacji, w żupanii primorsko-gorskiej, w mieście Cres. W 2011 roku liczyła 2 mieszkańców.